# سید کاظم جلیلی
سید کاظم دره زرشکی که نام خانوادگی جلیلی برای خود برگزید، نماینده یزد در دوره‌های چهارم تا چهاردهم مجلس شورای ملی و نخستین سناتور انتخابی یزد بود.
سید کاظم نخستین بار در انتخابات دوره چهارم مجلس شورای ملی از یزد به نمایندگی برگزیده شد که پیش از کودتای سوم اسفند ۱۲۹۹ برگزار شد. در جریان رقابتهای انتخاباتی در یزد، او از جمله سران جریانی بود که به نام «ضد تشکیلیها» شناخته می‌شد، یعنی بخشی از حزب دموکرات که از آن انشعاب کرده و به ضدیت با حزب برخاسته بودند. سرانجام او از جریان تشکیلیها و [سید ابوالحسن حائری‌زاده] از جریان تشکیلیها (هواداران احیای حزب دموکرات) به عنوان نمایندگان یزد به مجلس راه یافتند. تشکیل این مجلس پس از سقوط کابینه سید ضیاءالدین طباطبایی صورت گرفت و سید کاظم با تصویب اعتبارنامه اش در پانزدهم آبان ۱۳۰۰ وارد مجلس شد. سید ضیاء نیز همراه با سید کاظم به نمایندگی انتخاب شده بود اما اعتبارنامه اش به مجلس تسلیم نشد. به جای او هادی طاهری به نمایندگی انتخاب شد که از سران ضد تشکیلی و یاران سیاسی سیدکاظم جلیلی بود.اتحاد این دو تا آخر عمر هر دو ادامه یافت و هر دو با هم تا چندین دوره نمایندگان یزد ماندند.
در جریان رقابتهای انتخاباتی مجلس چهاردهم که نخستین انتخابات پس از شهریور ۱۳۲۰ بود، بار دیگر رقابتهای تشکیلی و ضد تشکیلی نمایان شد. سید کاظم جلیلی و طاهری مرتجع شناخته می‌شدند و در مقابلشان «جمعیت آزادیخواهان یزد» صف آرایی کرده بودو احمد صدری، فرماندار یزد در جناح سید کاظم جلیلی و طاهری بود و برای پیروزی آنها اعمال نفوذ می‌کرد که باعث بروز تنش و تظاهرات در یزد علیه او شد. داستان رقابتهای سیاسی یزد به مطبوعات تهران کشیده شد. روزنامه بابا شمل سیدکاظم جلیلی را مرشد جلیل می‌نامید و روزنامه اقدام در شانزدهم تیر ۱۳۲۲ در یادداشتی با عنوان «سهل ممتنع» نوشت: «این حشرات موذیه (مرتجعین یزد) که به اندازه فیل و کرگدن ضخیم شده‌اند، باید نابود شوند که قتل آنها در نظر خردمندان شریفه دلیر به اندازه حشره تأثیر ندارد، قتل مادی و معنوی ضرورت دارد تا حیات ما از تجاوز آنان مصون شود». در این میان سید ضیاءالدین طباطبائی هم پس از سالها تبعید به ایران بازگشت و با اعمال نفوذ فرماندار و دخالت کنسولگری انگلیس، همراه با سیدکاظم جلیلی و هادی طاهری به نمایندگی یزد انتخاب شد.
در جریان نهضت ملی شدن صنعت نفت، سیدکاظم جلیلی از هواداران مصدق و نزدیکان به کاشانی بود. با تشکیل نخستین دوره مجلس سنا، نماینده یزد در این مجلس شد و در اواخر اسفند ۱۳۳۰ درگذشت. سید کاظم جلیلی با دختر مشیرالممالک یزدی ازدواج کرد. ابوالحسن جلیلی استاد فلسفه دانشگاه تهران (درگذشته ۱۳۹۴) و رئیس دانشکده ادبیات این دانشگاه در سالهای ۱۳۵۱ و ۱۳۵۲ پسر سید کاظم جلیلی بود.